# Håkan Frisinger
Hans Jerker Håkan Frisinger, tidigare Johansson, född 8 december 1928 i Skövde, död 28 februari 2021, var en svensk företagsledare.

## Biografi

### Utbildning
Frisinger blev civilingenjör i maskinteknik vid Chalmers tekniska högskola 1951. Frisinger gick ut AMP (Advanced Management Program) vid Harvard Business School 1973.

### Karriär
Frisinger blev transportchef och verkstadsingenjör vid Volvo Skövdeverken 1952–1959, produktionschef vid AB Bahco i Enköping 1959–1960, återvände till Volvo Skövdeverken 1960, överingenjör där 1963, biträdande platschef 1965 samt direktör och chef för direktionsstaben vid AB Volvo 1966–1970. Frisinger var enhetschef vid Volvo Bergslagsverken 1971–1975, ledamot av Volvos koncernledning samt chef för Volvos personvagnsproduktion 1976. Han var chef för Volvo personvagnars industridivision 1977.
År 1978 blev Frisinger den förste chefen för nybildade Volvo Personvagnar AB. Han och Lars Malmros var dessutom vice verkställande direktörer koncernmoderbolaget AB Volvo där de tillsammans med verkställande direktör Pehr G. Gyllenhammar utgjorde en ledartrio.
När Gyllenhammar 1983 övergick till att bli koncernchef och styrelseordförande utsågs Frisinger till ny vd för moderbolaget Volvo. Detta medförde även att Frisinger vid årsskiftet 1983/1984 ersattes som vd i Volvo Personvagnar av Roger Holtback.
I moderbolaget Volvo ersattes Frisinger 1987 av Gunnar L. Johansson som vd och styrelseledamot.
Frisinger återkom i december 1993 till Volvo som styrelseledamot när Pehr G. Gyllenhammar avgick, och 1997 ersatte han den avlidne Bert-Olof Svanholm som styrelseordförande. Efter att ha fyllt 70 år, och i huvudsak arbetat inom Volvo sedan sin civilingenjörsexamen 1950, lämnade Frisinger 1999 ordförandeuppdraget i Volvo samt styrelseuppdrag i Atle och Iro.

### Familj
Håkan Frisinger var son till avdelningschef Anders Johansson och Anna Johansson. Han gifte sig 1953 med lågstadieläraren AnnaKarin Lindholm, dotter till dövstumsläraren Axel Lindholm och Karin Lindholm, född Ringman.

## Utmärkelser
Frisinger promoverades till hedersdoktor vid Chalmers tekniska högskola 1988.